# Volleybal Combinatie Amigos, Smash en Avanti
Il Volleybal Combinatie Amigos, Smash en Avanti è una società pallavolistica maschile olandese, con sede a Nimega: milita nel campionato olandese di Eredivisie.

## Rosa 2023-2024
| N° | Nome                | Ruolo | Data di nascita  | Nazionalità sportiva |
| -- | ------------------- | ----- | ---------------- | -------------------- |
| 1  | Mathijs Apine       | C     | 18 marzo 2002    | Paesi Bassi          |
| 3  | Niek Schiphof       | S     | 2 novembre 1996  | Paesi Bassi          |
| 4  | Job Wilts           | S     | 24 dicembre 2004 | Paesi Bassi          |
| 5  | Imre Harnischmacher | S     | 1995             | Paesi Bassi          |
| 7  | Job Groenendaal     | O     | 1998             | Paesi Bassi          |
| 9  | Stijn de Ruijter    | O     | 7 marzo 2003     | Paesi Bassi          |
| 10 | Max Donker          | S     | 23 febbraio 1998 | Paesi Bassi          |
| 11 | Kees Merkx          | P     | 3 giugno 2003    | Paesi Bassi          |
| 13 | Koen van den Borden | C     | 13 aprile 1995   | Paesi Bassi          |
| 14 | Jesse Kling         | P     | 16 ottobre 1994  | Paesi Bassi          |
| 15 | Koen Scholten       | C     | 2 luglio 2000    | Paesi Bassi          |
| 16 | Mees Blom           | S     | 5 settembre 1998 | Paesi Bassi          |
| -  | Julian Roddeman     | O     | -                | Paesi Bassi          |
| -  | Teun Thyssen        | -     | -                | Paesi Bassi          |
| -  | Jip Kemperman       | C     | -                | Paesi Bassi          |